# Кунерсдорф

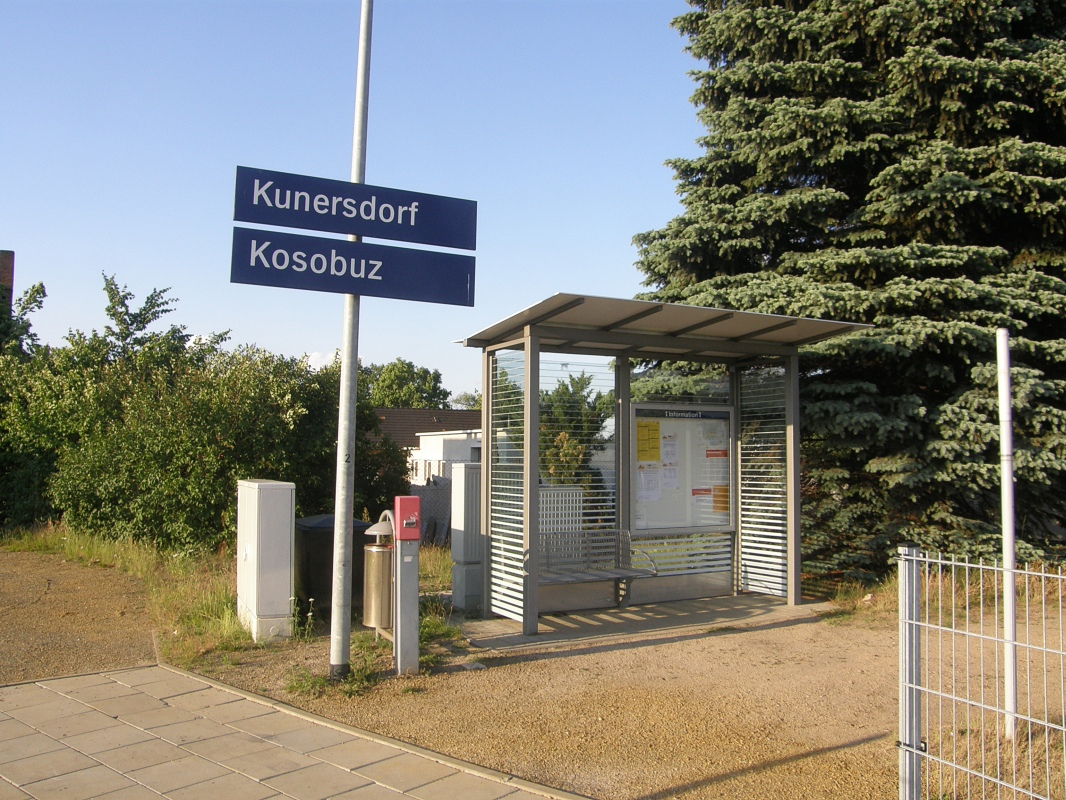
Автобусная остановка

Ку́нерсдорф или Ко́собуз (нем. Kunersdorf; н.-луж. Kósobuz) — деревня в Нижней Лужице, Германия. Входит в состав коммуны Кольквиц района Шпре-Найсе в земле Бранденбург.

## География
Находится около юго-западной границе биосферного заповедника Шпревальд примерно в двенадцати километрах на северо-запад от Котбуса при железнодорожной линии Гёрлиц — Берлин.
Соседние населённые пункты: на севере — деревня Попойце, на востоке — деревня Далиц, на юго-востоке — административный центр коммуны Кольквиц, на юго-западе — деревня Ксишов, на западе — деревни Горней и Брама коммуны Вербен.

## История
Впервые упоминается в 1464 году. Во время Тридцатлетней войны была полностью разрушена.
С 1950 по 1993 года входила в состав коммуны Папиц. С 1993 года входит в современную коммуну Кольквиц.
В настоящее время деревня входит в состав культурно-территориальной автономии «Лужицкая поселенческая область», на территории которой действуют законодательные акты земель Саксонии и Бранденбурга, содействующие сохранению лужицких языков и культуры лужичан.

## Население
Официальным языком в населённом пункте, помимо немецкого, является также нижнелужицкий язык.
Согласно статистическому сочинению «Dodawki k statisticy a etnografiji łužickich Serbow» Арношта Муки в 1884 году проживало 207 человек (из них — 201 серболужичанин (97 %)).
| 1875 | 1890 | 1910 | 1925 | 1939 | 1946 | 2006 |
| ---- | ---- | ---- | ---- | ---- | ---- | ---- |
| 203  | 206  | 269  | 321  | 326  | 472  | 455  |